# Torre IRSA
La Torre IRSA (antes Torre Pirelli) es un edificio en torre de oficinas diseñado por el arquitecto Mario Bigongiari. Corona una de las esquinas de la Plaza San Martín en el barrio de Retiro, en la ciudad de Buenos Aires, Argentina. Se distingue por su planta pentagonal, sus pisos flotantes y por haber sido el primer edificio con un helipuerto en su azotea de la ciudad.

## Descripción
El proyecto del edificio exigió la diferenciación de una sección -la planta baja- que actuara de manera independiente al cuerpo de la torre, aunque con la posibilidad de unificar ambos espacios si esto era demandado por el ocupante.
Se destinó el primer piso a una sala de exposiciones, y la terraza a un helipuerto, y la siguiente distribución de plantas: 1º piso (en la cenefa) destinado a cocheras, tableros eléctricos y bomba de agua; planta baja conteniendo la recepción y cocheras; 2.º piso destinado a relaciones públicas; del 3.er  piso al 22.º, oficinas de 400 m² cada uno. Los pisos 12.º y 23.º, estructurales, destinados también a oficinas, y el piso 24º como sala de máquinas.
Se ideó una estructura innovadora de pisos suspendidos (excepto en los niveles 12 y 23), con el objetivo de desechar potenciales problemas derivados de las estructuras perimetrales verticales. El núcleo de la torre es triangular, y su base es pentagonal.
En cuanto a los ascensores, se colocaron 2 baterías independientes de 2 ascensores cada una, con una velocidad de 210 metros por minuto, sumando un quinto ascensor a caballo con la posibilidad de formar parte de una batería o la otra en horas pico.
En la actualidad, la torre aloja la sede del grupo IRSA, dirigido por Eduardo Elsztain y dedicado los bienes raíces. También existen dos estudios jurídicos, el estudio Durrie dedicado a derecho penal, y el estudio Allende & Brea con cinco pisos, dedicado exclusivamente al derecho mercantil. La planta baja es ocupada desde 2010 por una sucursal de Starbucks.

## Imágenes

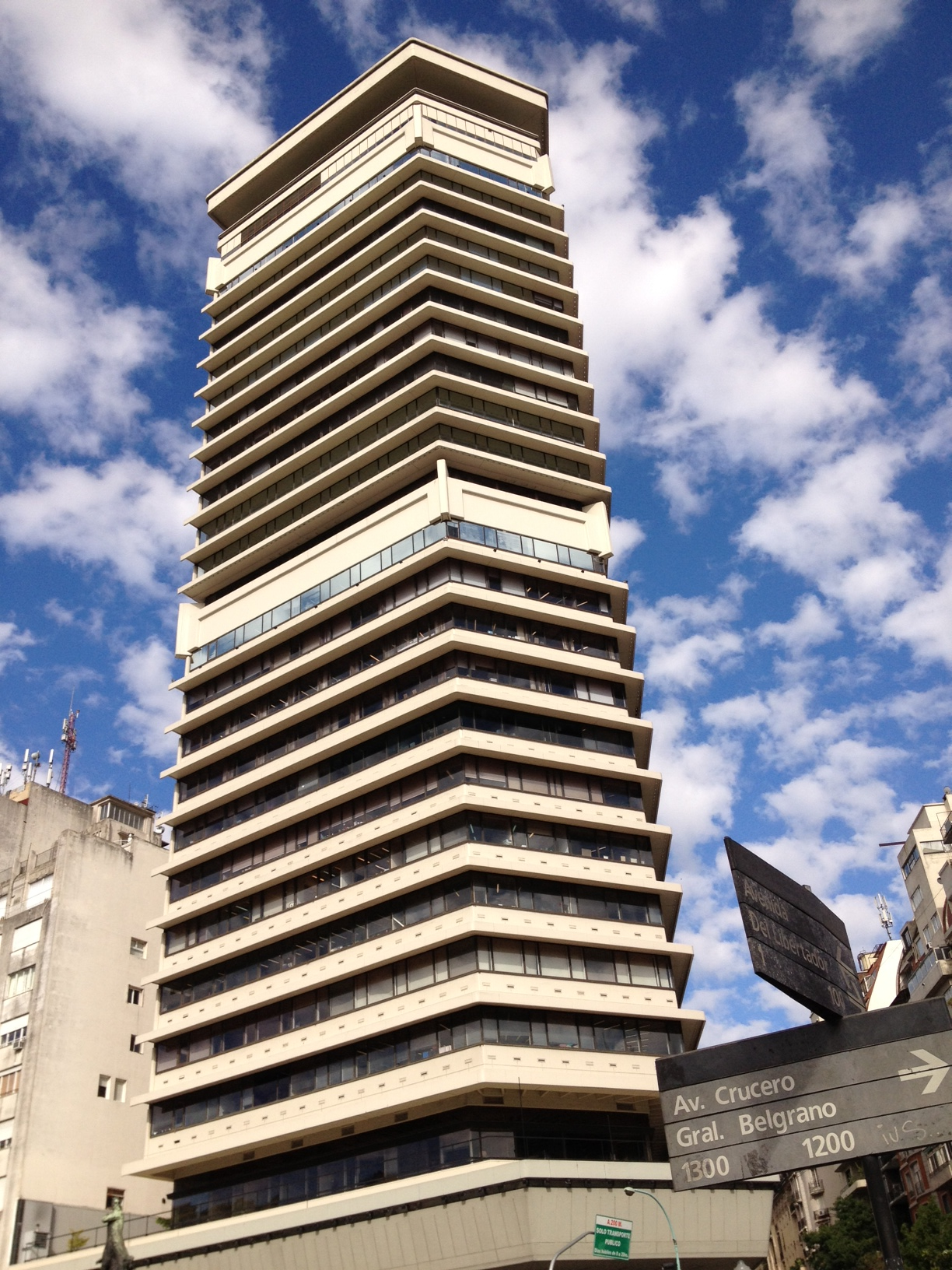
Foto del año 2013

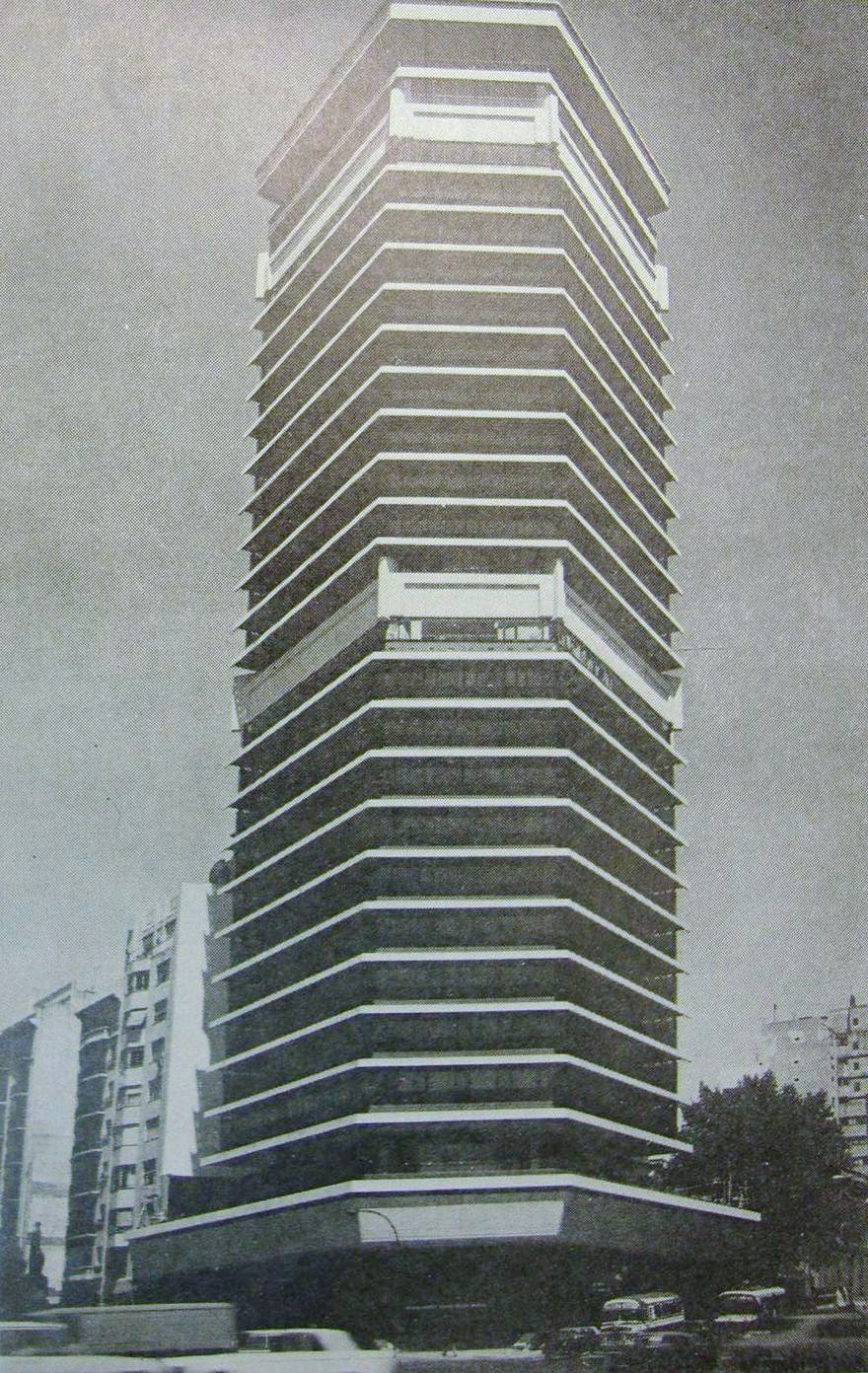
La torre recién terminada, en 1975
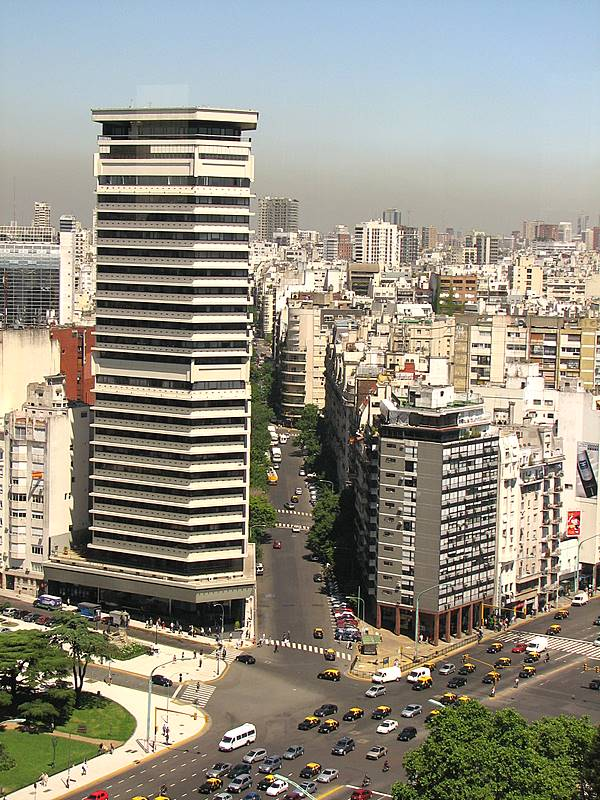
Vista desde Catalinas Norte
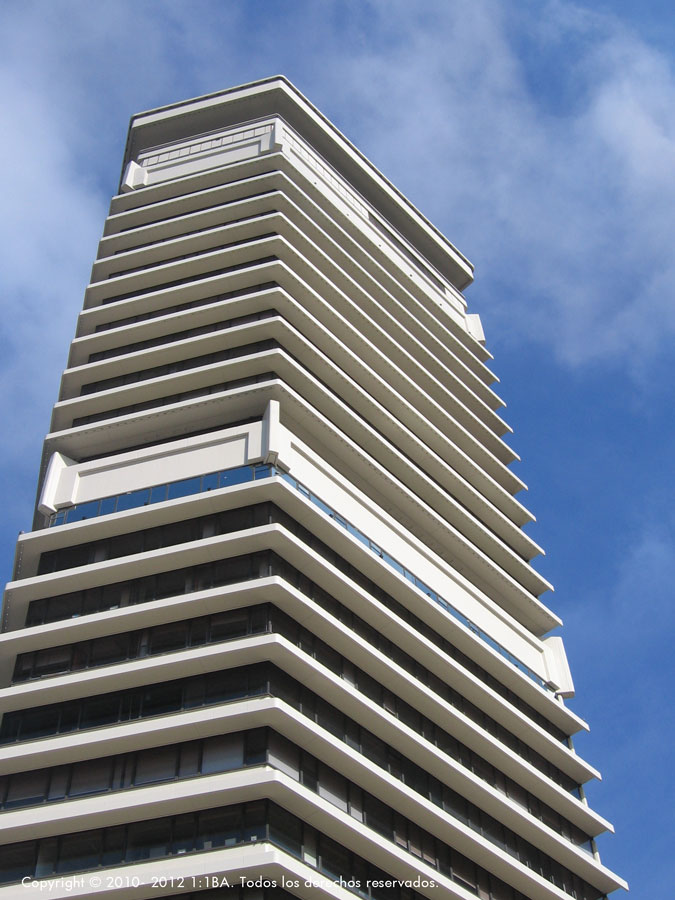